# Jackie Young
Jackie Young (Princeton, 16 de setembro de 1997) é uma jogadora estadunidense de basquete profissional que atualmente joga pelo Las Vegas Aces da Women's National Basketball Association (WNBA).
Ela conquistou a medalha de ouro nos Jogos Olímpicos de Verão de 2020 na disputa 3x3 feminino com a equipe dos Estados Unidos, ao lado de Stefanie Dolson, Allisha Gray e Kelsey Plum. Nos Jogos Olímpicos de Verão de 2024, em Paris, conquistou a medalha de ouro no torneio feminino do basquetebol, após vencer confronto na final contra a equipe francesa por 67–66.